# 코미 룰: FBI 폭로 스캔들
《코미 룰: FBI 폭로 스캔들》(영어: The Comey Rule)은 2020년에 미국 쇼타임 채널에서 방영된 정치 드라마이다. 제임스 코미 전 FBI 국장의 회고록 《더 높은 충성심: 진실, 거짓말, 리더십》(A Higher Loyalty: Truth, Lies, and Leadership)을 바탕으로, 2016년 도널드 트럼프 미국 전 대통령의 러시아 스캔들 사건을 극화하였다. 빌리 레이가 기획했고, 제프 대니얼스가 제임스 코미 국장 역을, 브렌던 글리슨이 도널드 트럼프 대통령 역을 연기했다.
대한민국에서는 캐치온 채널에서 방영되었다.

## 출연진

### 주연
- 제프 대니얼스 - 제임스 코미 역
- 브렌던 글리슨 - 도널드 트럼프 대통령 역
- 홀리 헌터 - 샐리 예이츠 역
- 마이클 켈리 - 앤드루 매케이브 역
- 제니퍼 일리 - 퍼트리스 코미 역
- 스쿠트 맥네리 - 로드 로즌스타인 역
- 조너선 뱅크스 - 제임스 클래퍼 역
- 우나 채플린 - 리사 페이지 역
- 에이미 세이메츠 - 트리샤 앤더슨 역
- 스티븐 파스콸레 - 피터 스트럭 역

### 조역
- 피터 코요테 - 로버트 뮬러 역
- 윌리엄 새들러 - 마이클 플린 역
- T. R. 나이트 - 라인스 프리버스 역
- 킹즐리 벤아디르 - 버락 오바마 전 대통령 역
- 브라이언 다시 제임스 - 마크 줄리아노 역
- 스티브 지시스 - 짐 베이커 역
- 숀 도일 - 빌 프리스탭 역
- 리처드 토머스 - 척 로즌버그 역
- 숀 갤러거 - 짐 리비키 역
- 데이먼 겁턴 - 제이 존슨 역
- 조 로 트루히요 - 제프 세션스 역
- 마이클 하이엇 - 로레타 린치 역
- 스펜서 개릿 - 빌 스위니 역
- 존 부르주아 - 존 브레넌 역
- 폴 베이츠 - 데니스 맥도너
- 앤서니 보든 - 조지 파파도풀로스
- 하먼 월시 - 도널드 트럼프 주니어
- 필립 리시오 - 재러드 쿠슈너 역
- 니컬러스 밴뷰렉 - 스티븐 밀러 역
- 리처드 빈즐리 - 알렉산더 다우너 역
- 쇼나 맥도널드 - 나탈리야 바셀니츠카야
- 토니 먼치 - 세르게이 라브로프
- 스태스 클래슨 - 블라디미르 푸틴
- 해럴드 토시 - 마이크 로저스
- 앤드루 디로자 - 하츠 요원